# Jean Hagen
Jean Shirley Verhagen (ur. 3 sierpnia 1923 w Chicago, zm. 29 sierpnia 1977 w Los Angeles) – amerykańska aktorka teatralna, filmowa i telewizyjna, nominowana do Oscara za rolę drugoplanową w filmie Deszczowa piosenka.